# Micropora africana
Micropora africana är en mossdjursart som beskrevs av d'Orbigny 1852. Micropora africana ingår i släktet Micropora och familjen Microporidae. Inga underarter finns listade i Catalogue of Life.